# Нові Шали
Нові Ша́ли (рос. Новые Шалы, ерз. Од Шала) — присілок у складі Єльниківського району Мордовії, Росія. Входить до складу Великомордовсько-Пошатського сільського поселення.
Населення — 16 осіб (2010; 39 у 2002).
Національний склад (станом на 2002 рік):
- мордва — 95 %